# 추평저수지
추평저수지는 충청북도 충주시 엄정면 추평리에 있는 저수지이다. 1976년에 착공하여 1981년에 준공되었으며, 농어촌정비법에 의한 농업기반시설로 관리되고 있다. 시설관리자는 한국농어촌공사이다.

엄정면은 동쪽으로 산척면, 서쪽은 소태면, 남쪽은 금가면, 북쪽은 제천시 백운면과 경계를 이루고 있다. 엄정 탑평뜰의 벼 종자단지 및 추평리, 괴동리 일대 벼농사를 위한 농업용수 확보를 위해 1981년 준공되었다. 이른 봄부터 여름, 가을까지 외지에서 낚시를 즐기기 위하여 추평저수지를 많이 찾고 있다.

## 저수지 규모
- 유역면적 : 1610ha
- 저수량 : 3808천m3
- 관개면적 : 488ha

## 시설 제원
- 제방 : 흙댐 (필댐), 길이  318m, 높이 26m
- 물넘이 : 측수로식, 길이 55m, 높이 1.5m